# Anders Appelbom
Anders Appelbom, född 7 januari 1614, död 13 oktober 1686, var en svensk ämbetsman som var landshövding i Härnösands län 1653-1654.

## Biografi
Anders Appelbom föddes 1614. Han var son till Anders Haraldsson Appelbom och Carin Andersdotter Hök af Partille. Appelbom blev 29 november 1645 husgerådsmästare och 1650 assessor i kammarrevisionen. Han blev 29 januari 1653 landshövding i Härnösands län, tog avsked 13 mars 1653. Appelbom var även krigskammaråd. Han avled 1686 och begravdes i Fellingsbro kyrka, där ett vapen över honom sattes upp.
Appelbom ägde gårdarna Söderby och Vässlingbyholm i Fellingsbro socken, Ullevi i Köpings socken och Lunda i Lovö socken.

### Familj
Appelbom gifte sig första gången 11 april 1639 med Malin Andersdotter (född 1615), dotter till rådmannen Anders Andersson och Ingrid Hansdotter Svan i Stockholm. De fick tillsammans barnen registratorn Anders Appelbom och Ingrid Appelbom (död 1684) som var gift med översten Hieronymus Lindeberg.
Appelbom gifte sig andra gången med Catharina Gyldenbring (död 1716), dotter till assessorn Erik Gyldenbring och Catharina Edenberg.